# Monkton Heathfield
Monkton Heathfield – osada w Anglii, w hrabstwie Somerset. Leży 2,8 km od miasta Taunton, 60,2 km od miasta Bristol i 214,9 km od Londynu. W 2016 miejscowość liczyła 1670 mieszkańców.